# Svenska Taekwondoförbundet
Svenska Taekwondoförbundet, svenskt specialidrottsförbund som organiserar sporter som taekwondo och hapkido. Bildat 1996 och invalt i Riksidrottsförbundet 1997. Förbundets kansli ligger i Stockholm. Förbundet organiserar föreningar i hela landet, indelat i fyra regioner. För 2008 omfattar norra regionen 16 föreningar, östra 44, västra 43 och södra regionen 40 föreningar, vilket blir 143 föreningar i hela Sverige.
Lista över ordförande
Följande personer har varit ordförande i Svenska Taekwondoförbundet:
Ference Böö 1996 - 2000
Peter Rollfeldt 2000-2001
Björn Åkesson 2001-2003
Emir Dizdarevic 2003-2010
Chakir Chelbat 2010 - 2014
Emir Dizdarevic 2014 - 2015
Johan Nilsson 2015-2016
Jakop Asp 2016-2020
Sammi Kaidi 2020 -